# Kalec

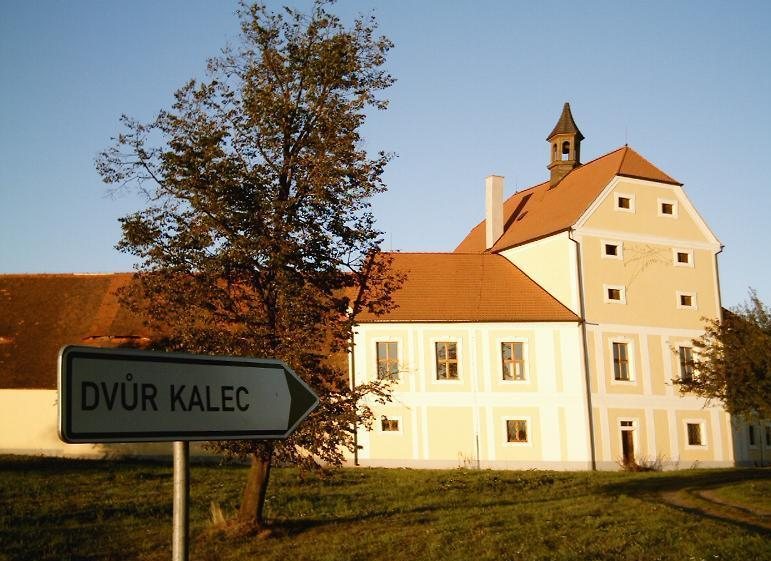
Vista de Kalec.

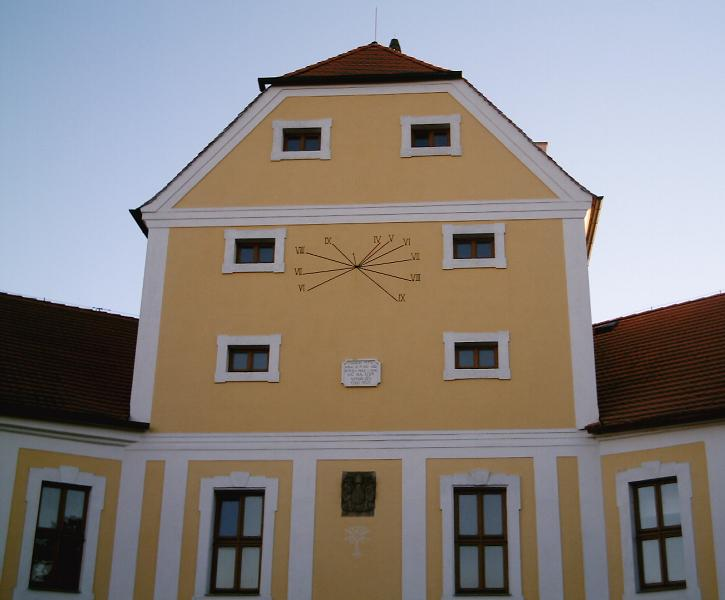
Vista desde Jardín Interno.

Kalec es un pueblo desaparecido pero con una mansión señorial presente en varios acontecimientos importantes en la historia de Bohemia. Se encuentra al oeste de la República Checa bajo los estatutos de Žihle, en la Región de Pilsen y forma parte del Distrito de Pilsen-Norte. Según su catastro tiene 446.53 ha y está a 530 m s. n. m. en el límite oriental del parque natural Horní Střela.
Su historia empieza a comienzos del siglo XIII, cuando se formó un asentamiento con su fortín, habitado por familias de la baja nobleza. Fue durante la Edad Media motivo de disputa de varios feudales hasta que en 1346 pasó a ser parte del monasterio de Plasy. En el siglo XIV este monasterio comenzó a adquirir propiedades en esta zona. Durante las confiscaciones del periodo Guerra de la Montaña Blanca perteneció al emperador Fernando II y durante la guerra de los 30 años contra Suecia sufrió varias ocupaciones.
Evžen Tyttl, en los años 1710-16, construyó la mansión al estilo barroco con una pequeña capilla dedicada a santa Margarita. Después quedó descuidada y el abad Fortunato Hartmann lo reconstruyó, siendo el diseño de las edificaciones  obra del arquitecto italiano Santini. La estancia fue totalmente renovada y modernizada en 1769.
Para el año 1785 fue Kalec a pasar a mano de la Iglesia y los junto con los dominios de Manetin y para comienzo del siglo XIX como parte de Rabstejn, en 1787 la propiedad fue adquirida por la familia Lazanský.
Gran relevancia tomo durante la II Guerra Mundial, ya que fue parte del Borde de los Montes Sudetes, la cual fue lo primero que tomo Hitler y después finalizada la guerra fue donde se instauró los Decretos de Edvard Beneš. Con la formación del estado Checoeslovaco en 1918, la propiedad fue expropiada, sometida a una reforma agraria y entregada a manos de una cooperativa. 
Tanto la precisa ubicación de los edificios en forma de rombo, como las complejas estructuras de madera y las construcciones abovedadas, constituyen motivo de admiración para los estudiosos de la época. La estructura más importante la constituye el castillo de cinco pisos con alas adosadas. En el año 1973 Dvur Kalec fue declarado Patrimonio Nacional por lo que  cualquier modificación debe contar con la aprobación del Ministerio del Acervo Histórico. Actualmente como parte de una reforma de Monumentos nacionales se está reparando la Fachada.
La propiedad cuenta con un total de 250 hectáreas de tierras, entre campos de cultivo, prados, lagos y bosques. 